# Соломонс, Дин
Дин Райан Соломонс (англ. Dean Ryan Solomons; род. 22 февраля 1999, Кейптаун) — южноафриканский футболист, защитник.

## Клубная карьера
Воспитанник «Аякса» из Кейптауна.
30 марта 2021 года подписал трёхлетний контракт с представителем чемпионата Швеции — «Варбергом». Дебютировал за новый клуб 12 мая в домашней игре с «Хаммарбю», выйдя на 84-й минуте встречи на замену вместо Антона Лильенбека.

## Карьера в сборной
4 сентября 2017 года дебютировал в юношеской сборной ЮАР в товарищеской игре с Англией. Соломонс вышел в стартовом составе и провёл весь матч, а его команда одержала победу со счётом 2:1.

## Клубная статистика
| Выступление      | Выступление      | Выступление      | Лига | Лига | Кубки | Кубки | Итого | Итого |
| Клуб             | Лига             | Сезон            | Игры | Голы | Игры  | Голы  | Игры  | Голы  |
| ---------------- | ---------------- | ---------------- | ---- | ---- | ----- | ----- | ----- | ----- |
| Йонг Аякс        | Первый дивизион  | 2018/19          | 11   | 0    | —     | —     | 11    | 0     |
| Йонг Аякс        | Первый дивизион  | 2019/20          | 3    | 0    | —     | —     | 3     | 0     |
| Йонг Аякс        | Итого            | Итого            | 14   | 0    | 0     | 0     | 14    | 0     |
| Варберг          | Аллсвенскан      | 2021             | 1    | 0    | 0     | 0     | 1     | 0     |
| Варберг          | Итого            | Итого            | 1    | 0    | 0     | 0     | 1     | 0     |
| Питео            | Первый дивизион  | 2023             | 20   | 3    | 0     | 0     | 20    | 3     |
| Питео            | Первый дивизион  | 2024             | 27   | 0    | 1     | 0     | 28    | 0     |
| Питео            | Итого            | Итого            | 47   | 3    | 1     | 0     | 48    | 3     |
| Всего за карьеру | Всего за карьеру | Всего за карьеру | 62   | 3    | 1     | 0     | 63    | 3     |